# Jan Nepomuk Polášek
Jan Nepomuk Polášek (16. dubna 1873, Frenštát pod Radhoštěm – 3. dubna 1956, Valašské Meziříčí) byl pedagog, hudební skladatel a sběratel lidových písní na Valašsku.

## Životopis
Studoval varhanickou školu u Leoše Janáčka v Brně, hudební pedagogické kurzy absolvoval ve Vídni u dvorního kapelníka J. Böhma, státní zkoušky z varhan, klavíru, sólového a sborového zpěvu dokončil v Praze roku 1902 u prof. Otakara Ševčíka.
Po studiích učil na valašskomeziříčském gymnáziu, učitelském ústavu a ve vlastní hudební škole. Sběru lidových písní, na nějž mu opakovaně vymohl stipendiem Leoš Janáček, se věnoval spolu se svým žákem a pozdějším kolegou Arnoštem Kubešou. Spolu nasbírali na 4 000 lidových písní, popěvků a tanců ze všech koutů Valašska. J. N. Polášek upravoval, harmonizoval písně a skládal pro sólový hlas i sborový zpěv. Aktivně komponoval hudbu k divadelním hrám, uváděným převážně na sokolské scéně, věnoval se též symfonickým básním, operám a operetám. Ve volném čase se vášnivě věnoval rybaření, jemuž věnoval 2 publikace.
Je pohřben na Valašském Slavíně v Rožnově pod Radhoštěm.

## Citát
Miloš Kašlík o J. N. Poláškovi napsal: 
| „ | „Jeho skladby byly zhudebněnou řečí. Tak by jeho tvorba měla být chápána jak interprety, tak posluchači.“ | “ |

## Dílo
- Dějiny rybářství ve Valašském Meziříčí a Krásně (1934).
- Rybářství na vodách horských (1915).
- Stručné základy hudební teorie (1898).
- Valašské pěsničky (spolu s A. Kubešou). Knihovna Milotického hospodáře, 1939. Další díly vyšly v letech 1940, 1941, 1944, 1946, 1956, 1958.
- celá řada hudebních skladeb a nejrůznějších článků, převážně hudební tematiky